# CANCION
CANCION（カンシオン）は、日本の音楽デュオである。高校3年の文化祭をきっかけにユニットを組み、2003年からライブ活動を本格的に開始。2004年BMG JAPANよりメジャーデビュー。2006年9月9日をもって活動休止。ユニット名はスペイン語で「唄」という意味。

## メンバー
古谷智志（ふるや さとし、1980年8月25日 - ） ボーカル・ギター
茨城県出身。血液型B型。2009年3月4日にコロムビアミュージックエンタテインメントよりソロデビュー。
繁本穣（しげもと みのる、1981年12月28日 - ） コーラス・ギター
埼玉県出身。血液型A型。

## ディスコグラフィー

### シングル
1. 疾風怒濤/MOMENT（2004年4月7日）　※オリコン196位
  1. 疾風怒濤
  2. MOMENT
2. 嘘つき（2004年8月4日）
  1. 嘘つき（映画監督の大林宣彦がビデオクリップを制作）
  2. I'll be there（「KYT Newsリアルタイム」初代エンディングテーマ）
3. 春風（2005年4月6日）　※オリコン156位
  1. 春風
  2. Beautiful day
  3. 大丈夫
4. 青春の影/交差点（2006年2月1日）　※オリコン152位
  1. 青春の影（チューリップ「青春の影」のカバー。「田舎に泊まろう!」エンディングテーマ）
  2. 交差点
  3. STARTER

### アルバム
1. WEROAD（2006年3月8日）
  1. I'll be there
  2. 太陽とカイト
  3. 青春の影
  4. 嘘つき
  5. 僕の空には月がある
  6. Merry-go-round
  7. 交差点
  8. 夕だち
  9. ZERO
  10. 疾風怒濤
  11. 僕らのモラル
  12. 栄光の鐘
  13. 春風
2. CROSSROAD（2006年8月30日）
  1. MOMENT
  2. Beautiful day
  3. 大丈夫
  4. STARTER
  5. 光と影
  6. 嘘つき
  7. RAIN
  8. 気球に乗って
  9. 交差点
  10. 誰かの優しさ
  11. Home Sweet Home
  12. 草分け
  13. 春風

## ラジオ
- CANCION for you （2004年1月 - 2005年3月、文化放送）

| 文化放送 水曜26:30 - 27:00               | 文化放送 水曜26:30 - 27:00 | 文化放送 水曜26:30 - 27:00                            |
| 前番組                                   | 番組名                     | 次番組                                                |
| ---------------------------------------- | -------------------------- | ----------------------------------------------------- |
| 楠木あや DREAM BOAT （2003年7月 - 12月） | CANCION for you            | ハマモトヒロユキのP!ck Up ★ STATION （26:00 - 27:00） |